# Coroană ungară
Coroana maghiară (în maghiară: magyar korona) a fost moneda care a înlocuit coroana austro-ungară, pe teritoriul Ungariei, după Primul Război Mondial. Era o monedă foarte supusă inflației, prin urmare deja în 1925 a fost înlocuită de pengő / pengheu. Ultimele bancnote exprimate în coroane au fost retrase din circulație în 1927.

## Istorie
Conform Tratatului de la Trianon și a altor tratate care reglementau situația țărilor ieșite din ruinele Imperiului Austro-Ungar, vechile bancnote trebuiau înlocuite în noile state, după o perioadă de tranziție. În cazul Ungariei, această monedă a fost coroana, care a înlocuit vechea monedă imperială, coroana austro-ungară, la paritate. Ungaria a fost ultima țară care a îndeplinit obligația de înlocuire, însă noile bancnote utilizate au fost foarte ușor de copiat: aceasta a fost una dintre cauzele inflației grave care a lovit Ungaria. În cele din urmă, în 1925, coroana ungară a fost înlocuită cu pengő-ul maghiar, cu rata de schimb de 12.500 de coroane pentru 1 pengő.

## Monede metalice
Körmöcbánya (azi Kremnica, în Slovacia), sediul singurei monetării din Ungaria fostei monarhii dualiste (cea a lui Gyulafehérvár în Transilvania - astăzi Alba Iulia, în România - fusese închisă în 1871), a fost repartizată în noua Cehoslovacie, conform Tratatului de la Trianon. Din acest motiv, utilajele monetăriei au fost mutate la Budapesta și instalate în diferite locuri, până la crearea Monetăriei de Stat Maghiare.
În cadrul sistemului coroanei ungare, au fost bătute doar monede cu valori nominale de 10 și 20 de filleri: prima dată în 1919, sub Republica Sovietică Ungaria cu matrițele de la Kremnica / Körmöcbánya, apoi, în 1920 și 1921, cu rebateri, având milesimii corecți și utilizând, în continuare, același design și prescurtarea „KB”, marca monetăriei de la Kremnica / Körmöcbánya.

## Bancnote

### Bancnote austro-ungare (1919)
Oesterreichisch-Ungarische Bank / Osztrák-Magyar Bank (în română: „Banca Austro-Ungară”), banca unită (comună) a statului dualist, a avut dreptul exclusiv de a imprima bancnote în Imperiul Austro-Ungar. Bancnotele erau tipărite la Viena, iar de acolo erau trimise și în Ungaria. 
După Primul Război Mondial, guvernul Károlyi a solicitat băncii comune să imprime, la Budapesta, bancnote pentru Ungaria, deoarece ar fi fost periculos să le tipărească în altă parte și să le transporte, din cauza incertitudinii politice. Bancnotele cu valori nominale de 1, 2, 25 și 200 de coroane tipărite la Budapesta sub guvernul Károlyi și apoi sub Republica Sovietică Ungară se disting prin numărul seriei (bancnotele cu valoare nominală de 1 coroană: serie mai mare de 7.000; 2 coroane: serie mai mare de 7.000; 25 coroane: serie mai mare de 3.000; 200 coroane: serie mai mare de 2.000). După prăbușirea Republicii Sovietice Ungare, Viena a declarat false aceste monede.
| Bancnote austro-ungare | Bancnote austro-ungare | Bancnote austro-ungare | Bancnote austro-ungare | Bancnote austro-ungare | Bancnote austro-ungare                                                            | Bancnote austro-ungare | Bancnote austro-ungare |
| Imagine                | Imagine                | Valoare nominală       | Dimensiuni             | Descriere              | Descriere                                                                         | Data                   | Data                   |
| Avers                  | Revers                 | Valoare nominală       | Dimensiuni             | Avers                  | Revers                                                                            | emisiunii              | retragerii             |
| ---------------------- | ---------------------- | ---------------------- | ---------------------- | ---------------------- | --------------------------------------------------------------------------------- | ---------------------- | ---------------------- |
|                        |                        | 1 Krone / korona       | 112 × 67 mm            | arhitectură clasică    | Cap de frigian (Cap de soldat antic cu coif) Valoarea nominală în mai multe limbi | 30 aprilie 1919        | 14 martie 1922         |
|                        |                        | 2 Kronen / korona      | 123 × 83 mm            | Portret de femeie      | Portret de femeie Valoarea nominală în mai multe limbi                            | 25 mai 1919            | 31 decembrie 1922      |
|                        |                        | 25 Kronen / korona     | 135 × 80 mm            | Portret de femeie      | Model simplu sau ondulat                                                          | 25 aprilie 1919        | 11 noiembrie 1920      |
|                        |                        | 200 Kronen / korona    | 167 × 99 mm            | Portret de femeie      | Model simplu sau ondulat                                                          | 20 mai 1919            | 11 noiembrie 1920      |

### Bancnote emise de Banca Poștală de Economii Maghiară (1919)
Bancnotele Băncii Poștale de Economii (în maghiară: „Postatakarékpénztári jegy”) au fost emise în baza decretului Sovietului Revoluționar de Guvernare al Republicii Sovietice Maghiare de către Magyar Postatakarékpénztár („Banca Poștală de Economii Maghiară”), care funcționa atunci ca bancă de emisiune a Ungariei. Pentru prevenirea inflației, bancnotele antebelice de mare valoare emise de Banca Austro-Ungară au fost depuse la valoarea nominală.
| Bancnote emise de Banca Poștală de Economii | Bancnote emise de Banca Poștală de Economii | Bancnote emise de Banca Poștală de Economii | Bancnote emise de Banca Poștală de Economii | Bancnote emise de Banca Poștală de Economii | Bancnote emise de Banca Poștală de Economii         | Bancnote emise de Banca Poștală de Economii | Bancnote emise de Banca Poștală de Economii |
| Imagine                                     | Imagine                                     | Valoare nominală                            | Dimensiuni                                  | Descriere                                   | Descriere                                           | Data                                        | Data                                        |
| Avers                                       | Revers                                      | Valoare nominală                            | Dimensiuni                                  | Avers                                       | Revers                                              | emisiunii                                   | retragerii                                  |
| ------------------------------------------- | ------------------------------------------- | ------------------------------------------- | ------------------------------------------- | ------------------------------------------- | --------------------------------------------------- | ------------------------------------------- | ------------------------------------------- |
|                                             |                                             | 5 korona                                    | 132 × 80 mm                                 | Portret de bărbat                           | „Bancnotă a Băncii Maghiare de Economii Poștale”    | 6 iunie 1919                                | 28 ianuarie 1923                            |
|                                             |                                             | 10 korona                                   | 140 × 88 mm                                 | Cap de frigian                              | Valoarea nominală                                   | 23 iulie 1919                               | 28 ianuarie 1923                            |
|                                             |                                             | 20 korona                                   | 145 × 90 mm                                 | Cap de frigian                              | Valoarea nominală în maghiară și încă în trei limbi | 23 iulie 1919                               | 28 ianuarie 1923                            |
|                                             |                                             | 100 korona                                  | 168 × 120 mm                                | Portret de bărbat                           | Valoarea nominală în maghiară și încă în trei limbi | niciodată                                   | -                                           |
|                                             |                                             | 1000 korona                                 | 200 × 134 mm                                | Compoziție alegorică                        | Valoarea nominală în maghiară și încă în trei limbi | niciodată                                   | -                                           |

### Supratiparul pe bancnotele austro-ungare (1920)
Ungaria a fost ultima țară dintre statele succesoare ale Monarhiei dualiste care a executat supratiparul bancnotelor comune. Guvernul Károlyi plănuia să înceapă supratipărirea la 21 martie 1919, dar instituirea Republicii Sovietice Ungare a amânat aceste planuri. În cele din urmă, bancnotele (cu valorile nominale de la 10 la 10.000 Krone / korona) au fost supratipărite de la 18 martie 1920. Ungaria a folosit un timbru roșu, rotund, pentru a marca bancnotele.
| Bancnotele austro-ungare supratipărite     | Bancnotele austro-ungare supratipărite     | Bancnotele austro-ungare supratipărite | Bancnotele austro-ungare supratipărite | Bancnotele austro-ungare supratipărite | Bancnotele austro-ungare supratipărite                 | Bancnotele austro-ungare supratipărite | Bancnotele austro-ungare supratipărite |
| Imagine                                    | Imagine                                    | Valoare nominală                       | Dimensiuni                             | Descriere                              | Descriere                                              | Data                                   | Data                                   |
| Avers                                      | Revers                                     | Valoare nominală                       | Dimensiuni                             | Avers                                  | Revers                                                 | emisiunii                              | retragerii                             |
| ------------------------------------------ | ------------------------------------------ | -------------------------------------- | -------------------------------------- | -------------------------------------- | ------------------------------------------------------ | -------------------------------------- | -------------------------------------- |
| HUN-19-Provisional-10 Korona (1920).jpg    | HUN-19-Provisional-10 Korona (1920).jpg    | 10 Krone / korona                      | 150 × 79 mm                            | Portret de băiat                       | Portret de băiat Valoarea nominală în mai multe limbi  | 24 iulie 1916                          | 31 ianuarie 1924                       |
| HUN-20-Provisional-20 Korona (1920).jpg    | HUN-20-Provisional-20 Korona (1920).jpg    | 20 Kronen / korona 2nd issue           | 150 × 89 mm                            | Portret de femeie                      | Portret de femeie Valoarea nominală în mai multe limbi | 28 octombrie 1918                      | 31 ianuarie 1924                       |
| HUN-23-Provisional-25 Korona (1920).jpg    |                                            | 25 Kronen / korona                     | 135 × 80 mm                            | Portret de femeie                      | Model simplu sau ondulat                               | 25 aprilie 1919                        | 11 noiembrie 1920                      |
| HUN-25-Provisional-50 Korona (1920).jpg    | HUN-25-Provisional-50 Korona (1920).jpg    | 50 Kronen / korona                     | 162 × 100 mm                           | Portret de femeie                      | Portret de femeie Valoarea nominală în mai multe limbi | 18 decembrie 1916                      | 31 ianuarie 1924                       |
| HUN-27-Provisional-100 Korona (1920).jpg   | HUN-27-Provisional-100 Korona (1920).jpg   | 100 Kronen / korona                    | 163 × 107 mm                           | Portret de femeie                      | Portret de femeie Valoarea nominală în mai multe limbi | 13 decembrie 1912                      | 30 septembrie 1922                     |
| HUN-29-Provisional-200 Korona (1920).jpg   |                                            | 200 Kronen / korona                    |                                        | Portret de femeie                      |                                                        |                                        |                                        |
| HUN-31-Provisional-1000 Korona (1920).jpg  | HUN-31-Provisional-1000 Korona (1920).jpg  | 1000 Kronen / korona                   | 191 × 127 mm                           | Portret de femeie                      | Portret de femeie Valoarea nominală în mai multe limbi | 2 ianuarie 1903                        | 31 august 1921                         |
| HUN-32-Provisional-10000 Korona (1920).jpg | HUN-32-Provisional-10000 Korona (1920).jpg | 10 000 Kronen / korona                 | 191 × 127 mm                           | Portret de femeie                      | Portret de femeie Valoarea nominală în mai multe limbi | 19 decembrie 1918                      | 5 iunie 1921                           |

### Bancnote de stat (1920-1926)
Bancnotele de stat au fost emise pentru prima dată în 1921. Designerul a fost Ferenc Helbing. Bancnotele au fost tipărite pentru prima dată în Elveția de Orell Füssli, la Zürich (cu excepția bancnotelor cu valori nominale mai mici, care nu ar fi meritat să fie contrafăcute), apoi în Ungaria de către nou-fondata Imprimerie de Bancnote Co. (în maghiară: Magyar Pénzjegynyomda Rt.), din Budapesta. Mărimea bancnotelor creștea odată cu valoarea nominală, ceea ce a determinat imprimeria să redimensioneze bancnotele: din 1923, versiunile mai mici au fost tipărite cu același design (sau ușor diferit).

#### Simboluri pe bancnote
- Bancnote de mică valoare nominală (de la 1 la 20 coroane): niciun logo-u (tipărite la Budapesta de diferite oficine)
- Bancnote de mari dimensiuni (de la 50 la 25.000 coroane, tipărite din 1920 până în 1922): ORELL FÜSSLI ZÜRICH
- Bancnote de mici dimensiuni (de la 100 la 1.000.000 coroane, tipărite în 1923): ORELL FÜSSLI ZÜRICH sau Magyar Pénzjegynyomda Rt. Budapest sau niciun logo-u (tipărite de Magyar Pénzjegynyomda Rt. la Budapesta)
- Toate bancnotele de talie mare și mică (de la 50 la 1.000.000 coroane): T. W. sau W sau T. WILLI pentru a arăta numele inventatorului tehnicii Guilloché utilizată pentru tipărirea bancnotelor statului.

| Semne de imprimare pe bancnote de stat Korona | Semne de imprimare pe bancnote de stat Korona                                                |
| --------------------------------------------- | -------------------------------------------------------------------------------------------- |
|                                               | ORELL FÜSSLI ZÜRICH Logo-ul imprimat pe bancnota cu valoarea nominală de 50 coroane din 1920 |
|                                               | Magyar Pénzjegynyomda Rt. Budapest. Logo-ul imprimat pe bancnota de 100 coroane din 1923     |
|                                               | T. W. Logo-ul imprimat pe bancnota cu valoarea nominală de 100 coroane din 1923              |

| Serii de bancnote cu valori nominale mici | Serii de bancnote cu valori nominale mici | Serii de bancnote cu valori nominale mici | Serii de bancnote cu valori nominale mici | Serii de bancnote cu valori nominale mici                                                | Serii de bancnote cu valori nominale mici        | Serii de bancnote cu valori nominale mici | Serii de bancnote cu valori nominale mici |
| Imagine                                   | Imagine                                   | Valoare nominală                          | Dimensiuni                                | Descriere                                                                                | Descriere                                        | Data                                      | Data                                      |
| Avers                                     | Revers                                    | Valoare nominală                          | Dimensiuni                                | Avers                                                                                    | Revers                                           | emisiunii                                 | retragerii                                |
| ----------------------------------------- | ----------------------------------------- | ----------------------------------------- | ----------------------------------------- | ---------------------------------------------------------------------------------------- | ------------------------------------------------ | ----------------------------------------- | ----------------------------------------- |
|                                           |                                           | 1 korona                                  | 129 × 65 mm                               | Portret de femeie                                                                        | Valoarea nominală în maghiară și în alte 5 limbi | 11 iulie 1921                             | 30 iunie 1927                             |
|                                           |                                           | 2 korona                                  | 131 × 76 mm                               | Țăran secerând grâu                                                                      | Valoarea nominală în maghiară și în alte 5 limbi | 11 iulie 1921                             | 30 iunie 1927                             |
|                                           |                                           | 10 korona                                 | 135 × 79 mm                               | Podul cu Lanțuri din Budapesta                                                           | Valoarea nominală în maghiară și în alte 5 limbi | 11 iulie 1921                             | 30 iunie 1927                             |
|                                           |                                           | 20 korona                                 | 143 × 84 mm                               | Biserica Mátyás, Bastionul Pescarilor, și statuia lui Ioan de Hunedoara în Castelul Buda | Valoarea nominală în maghiară și în alte 5 limbi | 11 iulie 1921                             | 30 iunie 1927                             |
| Serii de bancnote cu dimensiuni mari      |                                           |                                           |                                           |                                                                                          |                                                  |                                           |                                           |
| Imagine                                   | Imagine                                   | Valoare nominală                          | Dimensiuni                                | Descriere                                                                                | Descriere                                        | Data                                      | Data                                      |
| Avers                                     | Revers                                    | Valoare nominală                          | Dimensiuni                                | Avers                                                                                    | Revers                                           | emisiunii                                 | retragerii                                |
|                                           |                                           | 50 korona                                 | 150 × 95 mm                               | Portretul lui Francisc Rákóczi al II-lea de Ádám Mányoki                                 | Valoarea nominală în maghiară și în alte 5 limbi | 11 iulie 1921                             | 30 iunie 1927                             |
|                                           |                                           | 100 korona                                | 155 × 100 mm                              | Regele Matia                                                                             | Valoarea nominală în maghiară și în alte 5 limbi | 9 mai 1921                                | 31 iulie 1926                             |
|                                           |                                           | 500 korona                                | 170 × 110 mm                              | Prințul Árpád                                                                            | Valoarea nominală în maghiară și în alte 5 limbi | 9 mai 1921                                | 31 iulie 1926                             |
|                                           |                                           | 1000 korona                               | 193 × 125 mm                              | Sfântul rege Ștefan                                                                      | Valoarea nominală în maghiară și în alte 5 limbi | 9 mai 1921                                | 31 iulie 1926                             |
|                                           |                                           | 5000 korona                               | 205 × 135 mm                              | Hunnia                                                                                   | Valoarea nominală în maghiară și în alte 5 limbi | 9 mai 1921                                | 31 iulie 1926                             |
|                                           |                                           | 10 000 korona                             | 211 × 144 mm                              | „PATRONA HUNGARIAE” Fecioara Maria                                                       | Valoarea nominală în maghiară și în alte 5 limbi | 9 mai 1921                                | 31 iulie 1926                             |
|                                           |                                           | 25 000 korona                             | 213 × 147 mm                              | „PATRONA HUNGARIAE” Fecioara Maria                                                       | Valoarea nominală în maghiară și în alte 5 limbi | 6 septembrie 1922                         | 31 iulie 1926                             |
| Serii de bancnote cu dimensiuni mici      |                                           |                                           |                                           |                                                                                          |                                                  |                                           |                                           |
| Imagine                                   | Imagine                                   | Valoare nominală                          | Dimensiuni                                | Descriere                                                                                | Descriere                                        | Data                                      | Data                                      |
| Avers                                     | Revers                                    | Valoare nominală                          | Dimensiuni                                | Avers                                                                                    | Revers                                           | emisiunii                                 | retragerii                                |
|                                           |                                           | 100 korona                                | 119 × 72 mm                               | Regele Matia                                                                             | Valoarea nominală în maghiară și alte 5 limbi    | 18 martie 1924                            | 30 iunie 1927                             |
|                                           |                                           | 500 korona                                | 128 × 74 mm                               | Prințul Árpád                                                                            | Valoarea nominală în maghiară și alte 5 limbi    | 20 iunie 1924                             | 30 iunie 1927                             |
|                                           |                                           | 1000 korona                               | 136 × 78 mm                               | Sfântul rege Ștefan                                                                      | Valoarea nominală în maghiară și alte 5 limbi    | 15 septembrie 1923                        | 30 iunie 1927                             |
|                                           |                                           | 5000 korona                               | 139 × 83 mm                               | Hunnia                                                                                   | Valoarea nominală în maghiară și alte 5 limbi    | 18 martie 1924                            | 30 iunie 1927                             |
|                                           |                                           | 10 000 korona                             | 145 × 88 mm                               | „PATRONA HUNGARIAE” Fecioara Maria                                                       | Valoarea nominală în maghiară și alte 5 limbi    | 18 martie 1924                            | 30 iunie 1927                             |
|                                           |                                           | 25 000 korona                             | 145 × 98 mm                               | Regele Ladislau cel Sfânt                                                                | Valoarea nominală în maghiară și alte 5 limbi    | 19 mai 1924                               | 30 iunie 1927                             |
|                                           |                                           | 50 000 korona                             | 165 × 105 mm                              | Portret de femeie                                                                        | Valoarea nominală în maghiară și alte 5 limbi    | 16 iulie 1923                             | 30 iunie 1927                             |
|                                           |                                           | 100 000 korona                            | 165 × 105 mm                              | Portret de femeie                                                                        | Valoarea nominală în maghiară și alte 5 limbi    | 30 iulie 1923                             | 30 iunie 1927                             |
|                                           |                                           | 500 000 korona                            | 185 × 85 mm                               | Portret de femeie                                                                        | Valoarea nominală în maghiară și alte 5 limbi    | 23 februarie 1924                         | 30 iunie 1928                             |
|                                           |                                           | 1 000 000 korona                          | 185 × 85 mm                               | Portret de femeie                                                                        | Valoarea nominală în maghiară și alte 5 limbi    | 31 martie 1924                            | 30 iunie 1928                             |

După 25 august 1926 bancnotele cu valori nominale de la 1.000 până la 1.000.000 de coroane au primit supratipar cu valoarea nominală în pengő / penghei, respectiv în fillér.
| Bancnote de stat cu valoare nominală supratipărită în pengő / penghei, respectiv în fillér | Bancnote de stat cu valoare nominală supratipărită în pengő / penghei, respectiv în fillér | Bancnote de stat cu valoare nominală supratipărită în pengő / penghei, respectiv în fillér | Bancnote de stat cu valoare nominală supratipărită în pengő / penghei, respectiv în fillér |
| ------------------------------------------------------------------------------------------ | ------------------------------------------------------------------------------------------ | ------------------------------------------------------------------------------------------ | ------------------------------------------------------------------------------------------ |
| 1000 korona 8 fillér                                                                       | 5000 korona 40 fillér                                                                      | 10 000 korona 80 fillér                                                                    | 25 000 korona 2 pengő                                                                      |
|                                                                                            |                                                                                            |                                                                                            |                                                                                            |
| 50 000 korona 4 pengő                                                                      | 100 000 korona 8 pengő                                                                     | 500 000 korona 40 pengő                                                                    | 1 000 korona 80 pengő                                                                      |
|                                                                                            |                                                                                            |                                                                                            |                                                                                            |